# Cua de ventall ala-rogenc
El cua de ventall ala-rogenc (Rhipidura fuscorufa) és un ocell de la família dels ripidúrids (Rhipiduridae).

## Hàbitat i distribució
Habita boscos a les Illes Tanimbar.